# 34000 Martinmatl
34000 Martinmatl este o planetă minoră (asteroid), cu un diametru de 4,503 km, din centura de asteroizi. A fost descoperită pe 24 iulie 2000 la Experimental Test Site⁠(d) de Lincoln Near-Earth Asteroid Research. 
Obiectul prezintă o orbită caracterizată de o semiaxă mare de 2,5485393 UAi, o excentricitate de 0,18, o înclinație de 5,12726 ° în raport cu ecliptica.